# Club Sportivo Huracán
Ne doit pas être confondu avec Club Atlético Huracán (homonymie).
Maillots
Le Club Sportivo Huracán, est un club péruvien de football basé à Arequipa. 

## Histoire
Fondé le 12 janvier 1927 à Arequipa, le Sportivo Huracán remporte la Copa Perú en 1973. Il devient ainsi le deuxième club d'Arequipa à jouer en 1re division, deux ans après son voisin du FBC Melgar. Cependant, il redescend aussitôt malgré une assez bonne saison où il termine à la 8e place sur 18 car victime d'un règlement arbitraire stipulant que si une ville (en dehors de Lima et Callao)  comptait au moins deux clubs, l'équipe la moins bien classée serait reléguée (le FBC Melgar ayant fini troisième du championnat, c'est donc au CS Huracán de descendre). 
Le club atteindra à deux reprises la finale de la Copa Perú en 1975 et 1995. En 2013, il joue en 2e division mais ne peut continuer à y participer l'année suivante en raison de dettes.

## Résultats sportifs

### Palmarès
| Compétitions nationales                                           | Compétitions régionales |
| - Copa Perú (1) : - Vainqueur : 1973. - Finaliste : 1975 et 1995. | - Ligue de la région d'Arequipa (12) : - Vainqueur : 1966, 1972, 1974, 1976, 1977, 1978, 1980, 1990, 1995, 1999, 2003 et 2018. |

### Bilan et records
- Saisons au sein du championnat du Pérou : 1 (1973).
- Saisons au sein du championnat du Pérou D2 : 1 (2013).
- Plus large victoire obtenue en compétition officielle : 
  - Sportivo Huracán 15:0 Amigos de Matarani (Copa Perú 2015).

## Personnalités historiques du Sportivo Huracán

### Joueurs

#### Grands noms
José Luis Quiroz Salas, Avelino Pérez Valverde, Adrián Torres, Óscar Torres, Walter Lozada Regente, Mauricio Vidal, Elmer “Cachito” Lozada Regente, Rufo Fernández, Mario “Ratín” Núñez, Mario Salas, Paco Maldonado, Waldo Surco, Óscar Pacheco, Dante Zúñiga, Hugo Paredes et Julio Aparicio Vera forment partie de l'équipe vainqueur de la Copa Perú en 1973, le plus haut fait d'armes du CS Huracán.
Les internationaux péruviens Genaro Neyra et Freddy Suárez jouèrent pour le club, le premier en 1976 et le second en 1992 (avec un retour en 2011).

### Entraîneurs
| - Carlos Puertas (1973-??) - Pedro Barra (1995) - Elmer Lozada (2003) - Mario "Ratín" Núñez (2008-2009) - Ariel Paz (2009) - Marco Sánchez (2010) - Helard Delgado (2010) - Luis Flores (2011) | - Jorge Machuca (2011) - Helard Delgado (2012) - Luis Flores (2012) - Julio Zamora (en) (2013) - Jesús Oropesa (2013) - Willy Escapa (2013) - Pedro Requena (2014) | - Raúl Obando (2015-2016) - Raúl Obando (2017-2019) - Rubén Herrera (2019) - Julio Begazo (2020-2022) - Ariel Paz (2023-) |

## Culture populaire

### Popularité
Le CS Huracán est considéré comme l'un des cinq grands clubs de la ville d'Arequipa au même titre que le FBC Melgar (le club le plus important de la ville car présent en D1 depuis 1971), le FBC Aurora, le FBC Píérola et l'Association White Star.